# Brouch (Boevange-sur-Attert)
Brouch (en luxemburguès i en alemany: Bruch) és una vila de la comuna de Boevange-sur-Attert situada al districte de Luxemburg del cantó de Mersch. Està a uns 16 km de distància de la ciutat de Luxemburg.